# Primetime
Primetime è il quarto EP del rapper italiano Vegas Jones, pubblicato l'11 aprile 2025.

## Tracce
1. Uno su uno – 2:15
2. Canada Syrup 2 – 2:11
3. Nuove regole (feat. Izi) – 3:12
4. Pro e contro – 2:11
5. MVP (feat. Kuremino e Flaco G) – 2:20
6. Medusa – 2:21
7. 107 vite – 2:35

Traccia bonus nella riedizione digitale
1. MVP RMX (feat. Kuremino, Flaco G, Don Pero, Helmi, Young Hash) – 3:57